# Neolitsea bawangensis
Neolitsea bawangensis là loài thực vật có hoa trong họ Nguyệt quế. Loài này được R.H. Miao miêu tả khoa học đầu tiên năm 1993.